# Jens Gustafsson (ishockeytränare)
Jens Gustavsson, född 4 mars 1974 i Göteborg, Sverige, är en svensk professionell ishockeytränare, som bland annat varit tränare för Borås HC och Frölunda HC. Numera tränar han IF Troja-Ljungby i hockeyallsvenskan. 
Hans karriär som hockeytränare började redan år 2002 och han har tjänat många olika lag sen dess, bland annat, Mölndal Hockey, Frölunda HC, Borås Hockey, Bäcken HC, Örebro HK och Graz 99ers.

## Klubbar
- Mölndal J20 (2002/2003–2004/2005)
- Bäcken HC (2005/2006)
- Frölunda J20 (2006/2007–2008/2009)
- Frölunda HC	(2007/2008) Ersatte Benny Westblom
- Borås HC (2009/2010–2010/2011)
- Örebro HK (2011/2012–2016/2017)
- IK Oskarshamn (2017/2018)
- Graz 99ers (2018/2019-2021/2022)
- IF Troja-Ljungby (2022/2023-)